# Laski (Bojanów)
Pour les articles homonymes, voir Laski.
Laski est une localité polonaise de la gmina de Bojanów, située dans le powiat de Stalowa Wola en voïvodie des Basses-Carpates.